# POP/STARS
POP/STARS는 가상의 K-pop 걸 그룹 K/DA의 노래이다. 2018년 11월 2일에 리그 오브 레전드 월드 챔피언십 2018의 프로모션 싱글로서 발매되었다. 이 싱글은 유튜브에서 가장 빠른 뮤직 비디오 시청 기록 중 하나를 달성하며 유명해졌다. (여자)아이들의 소연과 미연, 매디슨 비어, 자이라 번스가 이 노래의 목소리를 제공했다.
이 곡은 미국 음반 산업 협회(RIAA)에서 플래티넘 인증을 받았으며 K/DA와 (여자)아이들은 이 기록을 달성한 최초의 K-pop 걸 그룹들이 되었다.

## 인증
| 국가                               | 인증     | 판매량/출하량 |
| ---------------------------------- | -------- | ------------- |
| 미국 (RIAA)                        | 플래티넘 | 1,000,000     |
| 판매량+스트리밍을 기반으로 한 인증 |          |               |